# كورتيس فلمنج (مجدف)
كورتيس فلمنج (بالإنجليزية: Curtis Fleming) هو مجدف أمريكي، ولد في 25 أبريل 1955.

## وصلات خارجية
- كورتيس فلمنج على موقع الاتحاد الدولي للتجديف (الإنجليزية)
- كورتيس فلمنج على موقع اللجنة الأولمبية الدولية (الإنجليزية)
- كورتيس فلمنج على موقع أوليمبيديا (الإنجليزية)